# Стихи и рингтоны
«Стихи́ и рингто́ны» — сборник поэзии Андрея Орлова (Orlusha). Бестселлер и лидер продаж 2008 года. Вошёл в перечень лучших книг 2008 года (по версии Независимой газеты).  Содержит ненормативную лексику.

## Содержание
В аннотации сборника констатируется:

Истерический, до слёз, смех — вот что вы получите, если готовы к жёсткому юмору и совершенно ненормативной лексике.

Основному содержанию книги предшествует «Предупреждение», в котором автор излагает основные и частные принципы своей поэзии.
Стихи в сборнике объединяются по темам: «Стихи про Родину», «Стихи про историю», лирика.
Персонажи книги — Владимир Ленин, Владимир Путин, Берлускони, Клод Дебюсси, Жанна Фриске, Зоя Космодемьянская, Алёна Долецкая, Михаил Фрадков, Михаил Прохоров, Ксения Собчак и другие.
Жанровое направление этой книги критики определяют как «патриотический пофигизм» и «падонковский креатив»; стихи без ненормативной лексики ими характеризуются как «тонко-лиричные» и «игриво-остроумные».

Орлуша предельно актуален. О том, о чём он пишет, похоже, нельзя без мата – получится фальшиво. Потому что никто в России об этом без мата не говорит – или матом, или никак…
— Независимая газета, 25.12.2008
Тираж книги — 20 тыс. экз.

## Рецензии
- Из мобильника – в мобильник // Независимая газета, 25.12.2008
- Новикова Лиза. Чей звон издаётся. «Стихи и рингтоны» Андрея Орлова // Коммерсантъ, 23.04.2008
- Иванова И. Н. Трансформация комического в эстетике литературы «падонков». (Феномен Литпром.ru и тенденции развития современной отечественной литературы) // Вестник Томского государственного педагогического университета. 2011. Вып. 7 (109). С. 86–88.

Пожалуй, единственное, в чём Орлуша выступил настоящим новатором, — это прорыв современной поэзии к мобильной связи: его стихи становятся рингтонами. То есть приходят в любой телефон, будь то золотой Vertu олигарха или безымянная «труба» официантки. Звучит очень впечатляюще. Наверное, и Андрей Вознесенский с Евгением Евтушенко с удовольствием променяли бы все свои «стадионы» на Орлушины «рингтоны».
— Коммерсантъ, 23.04.2008

Есть у Орлуши стихи чисто комические и очень смешные, несмотря на невозможность их цитирования в «приличном обществе» […]. К ним можно по-разному относиться, но, наш взгляд, они достойны внимания литературоведа уже потому, что воплощают современную эстетику комического и проявляют характерные тенденции, свойственные современной отечественной литературе в целом, а не только «падончеству».
— Иванова И. Н., доктор филологических наук, профессор СтавГУ; 2011